# Сан-Франциско (залив)
Сан-Франциско (англ. San Francisco Bay) — залив, расположенный в штате Калифорния, США.

## Описание
Залив Сан-Франциско соединяется с Тихим океаном через пролив Золотые Ворота. Акватория залива — один из примеров ваттового моря. Крупнейшая впадающая река — Сан-Хоакин.
Окружающие залив территории образуют Область залива Сан-Франциско — городскую агломерацию с центрами в Сан-Франциско, Окленде и Сан-Хосе.
В заливе находится несколько островов, в том числе и искусственных, например, Кост-Гард.

## Геология
Бухта Сан-Франциско, по мнению учёных, является деформацией земной коры между разломом Сан-Андреас на западе и разломом Хейворт на востоке. Тектонический сдвиг, который произошёл более полумиллиона лет, привёл к тому, что внутреннее озеро Коркоран разлилось по Калифорнийской долине и образовало осадочные отложения и каньоны на севере залива Сан-Франциско. До начала последнего ледникового периода бассейн залива являлся долиной с холмами. Таяние льдов 11 000 лет назад привело к повышению уровня моря, а примерно в 5000 году до н. э. уровень моря поднялся на 90 м и бассейн заполнился тихоокеанской водой.

## История
В районе залива в период между 15 000 и 10 000 лет назад проживало племя Олони. Когда уровень воды поднялся, жители долины мигрировали.
Возможно, первым европейцем, который увидел залив, стал член экспедиции Фрэнсиса Дрейка, который остался в Новом Альбионе в 1579 году. Но официально первое открытие залива случилось в 1769 году, когда исследователь из Испании, Гаспар де Портола-и-Ровира увидел залив с хребта Суини, но ошибочно посчитал, что увидел часть залива Дрейка. Хуан де Айала считается первым европейцем, вошедшим в бухту в 1775 году, пройдя пролив Золотые Ворота.
Позднее, во время американо-мексиканской войны (1846—1848 годы) США захватили этот регион и в 1848 году Верхняя Калифорния после подписания договора Гуадалупе-Идальго присоединилась к США, а в 1850 году 31-м штатом стала и остальная Калифорния, по собственной просьбе. С 1848 по 1855 годы, когда случилась Калифорнийская золотая лихорадка, бухта Сан-Франциско превратилась в один из самых крупных мировых портов, который доминировал на Американском Западе до конца XIX века. Когда была построена Первая Трансконтинентальная железная дорога и соединила конечную станцию в Аламеде и остальную дорогу в 1869 году, значение региона ещё более возросло.
В XX столетии развитие залива происходило согласно плану Ребера. В начале 60-х годов от плана, по которому следовало устье реки Сакраменто направить через плотины в два пресноводных озера, отказались, найдя в нём технические сложности и усмотрев экологические причины не осуществлять план. Сейчас район остаётся одним из самых густонаселённых в США и вторым по величине городским районом Запада США. Население около 7 миллионов человек.

## Экология
Залив Сан-Франциско и дельта реки Сакраменто и Сан-Хоакин — одни из важнейших калифорнийских мест обитания. Здесь проживают краб Metacarcinus magister, калифорнийская камбала из семейства паралихтиевых и тихоокеанский лосось. Экосистема района была сильно изменена человеком для удовлетворения потребностей местных жителей в доставке воды, судоходстве, рыбном промысле. Солончаки и оставшиеся в них виды животных находятся под защитой калифорнийской политики по сохранению заливов и лиманов. Отмели залива ежегодно используются миллионами водоплавающих птиц. Здесь обитают два вида исчезающих птиц: Ridgway’s rail, из рода пастушковые и калифорнийская карликовая крачка. Именно в заливе Сан-Франциско был построен первый американский заповедник дикой природы, озеро Меритт в центре Окленда и первый американский национальный городской заповедник Дона Эдвардса.